# Turbopompa

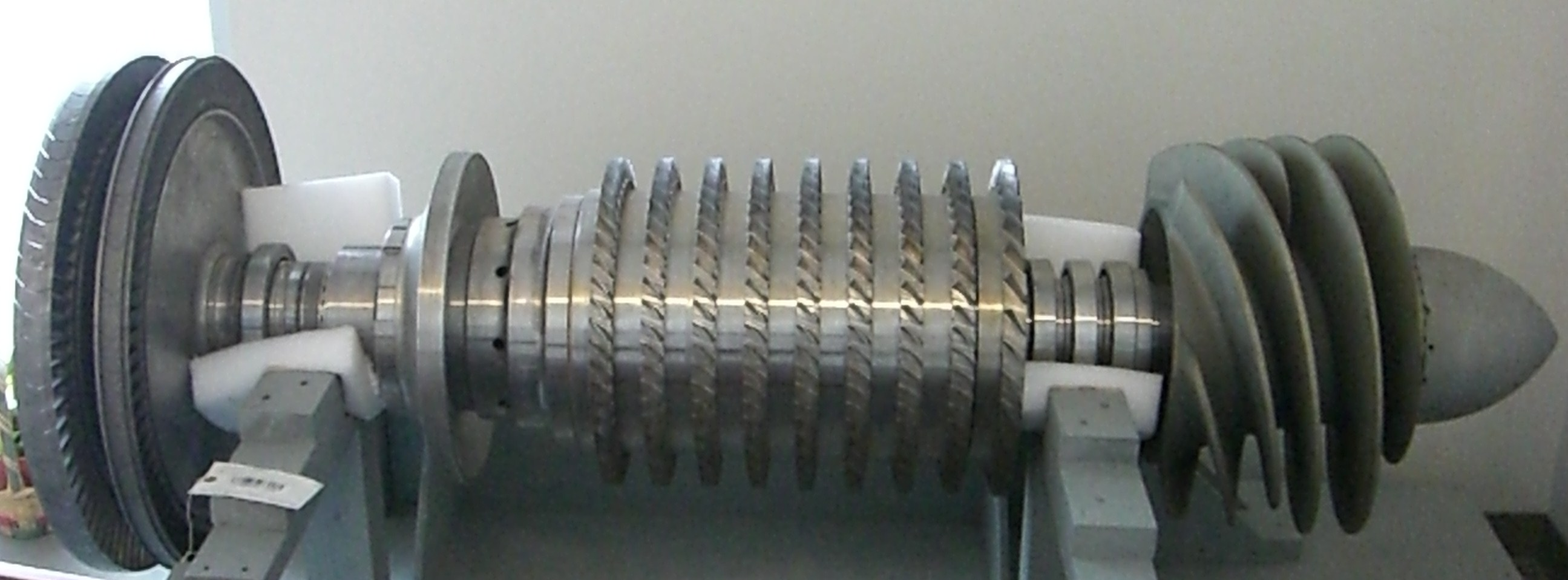
Turbopompa silnika rakietowego M-1

Turbopompa – maszyna przepływowa składające się z zazwyczaj z pompy wirowej (odśrodkowej lub o przepływie osiowym) o dużej wydajności, osadzonej na jednym wale z turbiną lub silnikiem turbinowym. Turbopompy znajdują zastosowanie w sytuacjach gdzie zachodzi potrzeba przepompowania dużej ilości cieczy w krótkim czasie, np. pompy tłoczące paliwo w silnikach rakietowych lub wodę w wozach strażackich.